# Cotanes del Monte
Cotanes del Monte is een gemeente in de Spaanse provincie Zamora in de regio Castilië en León met een oppervlakte van 14,83 km². Cotanes del Monte telt 113 inwoners (1 januari 2016).

## Demografische ontwikkeling
Bron: INE, 1857-2011: volkstellingen